# Москаленко Володимир Михайлович
Володи́мир Миха́йлович Москале́нко (23 серпня 1965) — майстер спорту України; тренер із дзюдо та самбо.

## З життєпису
Представляє Миколаївську обласну організацію ФСТ «Динамо»; старший тренер.
Тренер-викладач бронзової призерки із дзюдо Універсіади-2019 в Неаполі Антикало Ганни. Також тренував призера престижних міжнародних змагань, дзюдоїста Сергія Неботова, чемпіонку Європи із самбо Ольгу Акуленко (Шевченко) і бронзового призера чемпіонату світу із самбо Ярослава Ритка.
Директор Миколаївської дитячо-юнацької спортивної школи «Динамо». Керівник Миколаївської обласної федерації самбо Національної федерації самбо України.